# Donaukanal Straße
Die Donaukanal Straße B227 ist eine Hauptstraße B in Wien und ehemalige Bundesstraße. Sie verläuft in getrennten Richtungsfahrbahnen entlang des Donaukanals und verbindet das Stadtzentrum von Wien mit der Nordbrücke (A22) im Norden und dem Knoten Prater (A4/A23) im Süden. Die einzelnen Teilstücke werden häufig Lände genannt (z. B. Weißgerberlände). Im Abschnitt zwischen Nordbrücke und Gürtelbrücke steht die B227 im Rang einer Autostraße und ist niveaufrei.

## Geschichte
Der Straßenzug war einst als Donaukanal Schnellstraße S2 geplant und sollte vom Knoten Prater über die Nordbrücke nach Stammersdorf führen. Zur Autostraße ausgebaut wurde nur die Nordbrücke und die Strecke bis zur Gürtelbrücke. Der restliche Straßenzug wurde als Donaukanal Ersatzstraße B302 geführt. Mit der Bundesstraßengesetz-Novelle 1983 wurde die Straße südlich der Gürtelbrücke als B227 bezeichnet, mit jener von 1986 die S2 gestrichen.
Durch das Bundesstraßen-Übertragungsgesetz von 2002 wurde die Nordbrücke, inkl. des in Floridsdorf anschließenden Autobahnzubringers zur Brünner Straße (B7), zur Autobahn aufgestuft und der Donauufer Autobahn (A22) zugeschlagen. Die restliche B227 wurde wie andere bisherige Bundesstraßen B in die Landesverwaltung übertragen.

## Straßenverlauf
Die B227 mündet im Norden direkt in die Nordbrücke bzw. im Süden in die Ost Autobahn. Sie führt dabei über folgende Straßenzüge:
- Richtungsfahrbahn Nordbrücke (von Südost nach Nordwest): Schüttelstraße | Untere Donaustraße | Obere Donaustraße | Brigittenauer Lände;
- Richtungsfahrbahn Ost-Autobahn (von Nordwest nach Südost): Nußdorfer Lände | Heiligenstädter Lände | Spittelauer Lände | Rossauer Lände | Franz-Josefs-Kai | Uraniastraße | Dampfschiffstraße | Weißgerberlände | Erdberger Lände.